# دامه (رود)
رودخانه دامه (به انگلیسی: Dahme (river)) رودخانه‌ای است که در آلمان جریان دارد. این رودخانه که شاخه‌ای از رودخانه اسپری را تشکیل میدهد طول آن ۹۵ کیلومتر و از میان ایالت‌های براندنبورگ و برلین عبور میکند.